# علم و فناوری در اتحاد جماهیر شوروی
علم و فناوری در اتحاد جماهیر شوروی به عنوان بخش مهمی از سیاست ملی، رویه‌ها و هویت ملی عمل می‌کرد. از زمان لنین تا انحلال اتحاد جماهیر شوروی در اوایل دهه ۱۹۹۰ میلادی، هم علم و هم فناوری ارتباط تنگاتنگی با ایدئولوژی و عملکرد عملی دولت شوروی داشتند و در مسیرهایی مشابه و متمایز از مدل‌های دیگر کشورها دنبال شدند. بسیاری از دانشمندان بزرگی که در روسیه امپراتوری کار می‌کردند، مانند کنستانتین تسیولکوفسکی، به کار خود در اتحاد جماهیر شوروی ادامه دادند و علم شوروی را به وجود آوردند.
دولت شوروی توسعه و پیشرفت علم را در اولویت ملی قرار داد و بر علم در تمام سطوح آموزشی تأکید کرد و دانشمندان برتر را به افتخاراتی رساند. در اتحاد جماهیر شوروی سالانه تعداد بسیار زیادی از مهندسان فارغ‌التحصیل می‌شدند. دانشمندان شوروی در چندین زمینه مورد تحسین قرار گرفتند که با علم و نوآوری بسیار توسعه یافته در سطح نظری مشخص می‌شد، هرچند تفسیر و کاربرد کوتاهی داشت. آنها در زمینه‌هایی مانند ریاضیات و چندین شاخه از علوم فیزیکی، به ویژه فیزیک هسته ای نظری، شیمی و نجوم، در لبه برتر علم بودند. شیمی فیزیکدان و فیزیکدان نیکولای سمینوف اولین شهروند شوروی بود که در سال ۱۹۵۶ میلادی در میان چندین برنده جایزه نوبل اتحاد جماهیر شوروی برنده جایزه نوبل شد و سرگئی نوویکوف ریاضیدان اولین شهروند شوروی بود که در سال ۱۹۷۰ مدال فیلدز را به دست آورد و سپس گریگوری مارگولیس در سال ۱۹۷۸ و ولادیمیر درینفلد در سال ۱۹۹۰ موفق به دریافت مدال شدند.
فنآوری شوروی در زمینه‌های فیزیک هسته ای بسیار توسعه یافته بود، جایی که مسابقه تسلیحاتی با غرب، سیاست گذاران را متقاعد کرد که منابع کافی را برای تحقیق کنار بگذارند. به دنبال یک برنامه به کارگردانی ایگور کورچاتوف (بر اساس جاسوسان کمبریج پنج)، اتحاد جماهیر شوروی دومین کشوری بود که در سال ۱۹۴۹، چهار سال پس از ایالات متحده، بمب اتمی ساخت. اتحاد جماهیر شوروی یک بمب هیدروژنی را در سال ۱۹۵۳ منفجر کرد، تنها ده ماه پس از ایالات متحده. اکتشافات فضایی نیز بسیار توسعه یافته بود: در اکتبر ۱۹۵۷ اتحاد جماهیر شوروی اولین ماهواره مصنوعی، اسپوتنیک-۱ را به مدار زمین فرستاد. در آوریل ۱۹۶۱، یک فضانورد شوروی، یوری گاگارین، اولین انسان در فضا شد. شوروی یک برنامه فضایی قوی را تا زمانی که مشکلات اقتصادی منجر به افول آن در دهه ۱۹۸۰ شد را حفظ کرد.
اگرچه علوم در مقایسه با رشته‌های دیگر مانند هنر با شدت کمتری سانسور می‌شدند، نمونه‌های متعددی از سرکوب ایده‌ها وجود داشت. در بدنام‌ترین آن، تروفیم لیسنکو، دانشمند علوم زراعی، از پذیرش نظریه کروموزوم وراثت که معمولاً توسط ژنتیک مدرن پذیرفته می‌شود، خودداری کرد. او با این ادعا که نظریه‌هایش با مارکسیسم مطابقت دارد، در سال ۱۹۴۸ با جوزف استالین صحبت کرد تا تمرین و آموزش ژنتیک جمعیت و چندین زمینه دیگر مرتبط با تحقیقات بیولوژیکی را ممنوع کند. اما این تصمیم در دهه ۱۹۶۰ لغو شد.

## سازمان‌بندی
برخلاف برخی از کشورهای غربی، بیشتر کارهای تحقیقاتی در اتحاد جماهیر شوروی نه در دانشگاه‌ها، بلکه در موسسات تحقیقاتی ویژه انجام شد. معتبرترین اآنها بخشی از آکادمی علوم اتحاد جماهیر شوروی بود. برخی دیگر در سیستم آکادمی‌های تخصصی یا بازوهای تحقیقاتی وزارتخانه‌های مختلف دولتی بودند.
هسته اصلی علوم بنیادی آکادمی علوم اتحاد جماهیر شوروی بود که در ابتدا در سال ۱۹۲۵ تأسیس شد و در سال ۱۹۳۴ از لنینگراد به مسکو نقل مکان کرد. این آکادمی شامل ۲۵۰ مؤسسه تحقیقاتی و ۶۰۵۰۰ محقق تمام وقت در سال ۱۹۸۷ بود که درصد زیادی در علوم طبیعی مانند زیست‌شناسی تخصص داشتند.
همه جمهوری‌های اتحادیه به‌جز RSFSR، آکادمی‌های علمی جمهوری‌خواه خود را داشتند، در حالی که شاخه‌های منطقه‌ای اورال، سیبری و خاور دور آکادمی علوم بنیادی را در شرق روسیه هماهنگ می‌کردند.
تحقیقات پزشکی توسط آکادمی علوم پزشکی اتحاد جماهیر شوروی (Академия медицинских наук СССР) هماهنگ شد که پس از سال ۱۹۹۲ به آکادمی علوم پزشکی روسیه (Российская академия медицинских наук) سازماندهی مجدد شد.
تحقیقات کشاورزی تحت حمایت اتحادیه علوم کشاورزی اتحاد جماهیر شوروی (All-Union Academy of Agricultural Sciences of the Soviet Union) سازماندهی شد.

### موسسات تحقیقات علمی (NII)
بخش بزرگی از تحقیقات در NII — «موسسات تحقیقات علمی» (روسی: НИИ, нау́чно-иссле́довательский институ́т) انجام می‌شد. تعداد زیادی NII وجود داشته‌است که هر کدام در زمینه خاصی تخصص دارند.
- انستیتوی ایوف سال ۱۹۱۸ تأسیس شد
- مؤسسه مردم و قوم‌شناسی در سال ۱۹۳۳ تأسیس شد
- مؤسسه مشکلات فیزیکی در سال ۱۹۳۴ تأسیس شد
- مؤسسه فیزیک و فناوری مسکو در سال ۱۹۴۶ تأسیس شد
- مؤسسه مهندسی رادیو و الکترونیک در سال ۱۹۵۴ تأسیس شد
- موسسه مشترک تحقیقات هسته ای در سال ۱۹۵۶ تأسیس شد
- مؤسسه تحقیقات سل نووسیبیرسک در سال ۱۹۴۳ تأسیس شد

## محدودیت‌های ایدئولوژیک در علم
در دهه ۱۹۲۰، به حوزه‌های خاصی از تحقیقات علمی توسط حزب کمونیست برچسب «بورژوایی» و «ایده آلیست» داده شد. تمام تحقیقات، از جمله علوم طبیعی، باید بر اساس فلسفه ماده‌باوری دیالکتیکی می‌شد. علوم انسانی و اجتماعی نیز برای مطابقت دقیق با ماده‌باوری تاریخی مورد آزمایش قرار گرفتند.
پس از جنگ جهانی دوم، بسیاری از دانشمندان از همکاری با محققان خارجی منع شدند. جامعه علمی اتحاد جماهیر شوروی به‌طور فزاینده ای بسته شد. علاوه بر آن، حزب کمونیست همچنان تئوری‌های مختلف جدید را «شبه علمی» اعلام کرد. ژنتیک، پدولوژی و سایکوتکنیکس قبلاً در سال ۱۹۳۶ با فرمان ویژه کمیته مرکزی حزب کمونیست ممنوع شد. در ۷ آگوست ۱۹۴۸، آکادمی علوم کشاورزی VI لنین اعلام کرد که از آن نقطه به بعد وراثت لامارکی، نظریه‌ای که در آن ویژگی‌های شخصیتی به دست آمده در طول زندگی به فرزندان منتقل می‌شود را، به عنوان «تنها نظریه صحیح» آموزشی به رسمیت می‌شناسد. دانشمندان شوروی مجبور شدند کارهای قبلی را ویرایش کنند، و حتی پس از اینکه این ایدئولوژی، معروف به لیسنکوئیسم، نادرست بود، سالها طول کشید تا انتقاد از آن قابل قبول شود. پس از دهه ۱۹۶۰، در دوران موسوم به آب‌شدن یخ خروشچف، سیاست آزادسازی علم اجرا شد. لیسنکوئیسم در سال ۱۹۶۳ رسماً کنار گذاشته شد.

## برندگان جایزه نوبل علمی شوروی
دانشمندان شوروی زیر برنده جایزه نوبل بودند.

### فیزیک
- ۱۹۵۸ پاول چرنکوف، ایلیا فرانک و ایگور تام «برای کشف و تفسیر اثر چرنکوف»
- ۱۹۶۲ لو لاندوا «برای نظریه‌های خود در مورد فیزیک ماده چگال، به ویژه در مورد هلیوم-۴ ابرشاره»
- ۱۹۶۴ نیکولای باسوف و الکساندر پروخوروف برای کارهای اساسی در زمینه نورشناخت کوانتومی که منجر به ساخت نوسانگرها و تقویت کننده‌ها بر اساس اصل لیزر میزر شد.
- ۱۹۷۸ پیوتر کاپیتسا «به خاطر اختراعات و اکتشافات اساسی خود در سردشناسی»
- ۲۰۰۱ ژورس آلفروف (روسیه فعلی) «برای توسعه پیوندناهمگون نیمه هادی برای اپتوالکترونیک پرسرعت و نوری» (شروع کار و تحقیق در زمان اتحاد جماهیر شوروی)
- ۲۰۰۳ آلکسی آبریکوسوف (روسیه فعلی)، ویتالی گینزبرگ (روسیه فعلی) «برای کار نوآورانه در نظریه ابررساناها» (شروع کار و تحقیق در زمان اتحاد جماهیر شوروی)

### شیمی
- ۱۹۵۶ نیکولای سمیونوف برای کار برجسته در مورد مکانیسم واکنش شیمیایی از جمله تجزیه و تحلیل جامع کاربرد واکنش زنجیره ای برای واکنش‌های مختلف (۱۹۳۴–۱۹۵۴) و به‌طور قابل توجهی، در فرآیندهای احتراق. او نظریه‌ای را ارائه کرد که منجر به درک بهتر پدیده‌های مرتبط با دوره‌های القایی فرآیندهای اکسیداسیون شد.

## جوایز ملی
معتبرترین جایزه دولتی که برای دستاوردهای علم و فناوری اعطا می‌شد در اصل جایزه استالین بود. پس از مرگ استالین، جایزه استالین به جایزه دولتی اتحاد جماهیر شوروی تغییر نام داد و جایزه جدید لنین عالی‌ترین جایزه شد.